# Parapterois
Parapterois is een geslacht van straalvinnige vissen uit de familie van schorpioenvissen (Scorpaenidae). Het geslacht is voor het eerst wetenschappelijk beschreven in 1876 door Bleeker.

## Soorten
- Parapterois heterura (Bleeker, 1856)
- Parapterois macrura (Alcock, 1896)